# David McDowell Brown
David McDowell Brown (16 de abril de 1956 - 1 de febrero de 2003) fue capitán de la Armada de los Estados Unidos y astronauta de la NASA.

## Biografía
Nacido en el Arlington, Virginia, David Brown era soltero y antes de su posición como astronauta se desempeñó como acróbata para la universidad en Circus Kingdom.
Brown murió en la tragedia del transbordador espacial Columbia el 1 de febrero de 2003 sobre el sur de los Estados Unidos 16 minutos antes de la hora prevista para el aterrizaje.

## Educación
Graduado de la Preparatoria Yorktown en Arlington, Virginia en 1974; recibió una licenciatura en biología de la universidad de William and Mary en 1978 y un doctorado en medicina de la Escuela de Medicina de Virginia del Este en 1982.

## Organizaciones
Presidente de la Asociación Internacional Militar de Pilotos Médicos. Asociado de la Asociación Médica Aeroespacial. Sociedad de Médicos de la Marina de los Estados Unidos. 

## Honores especiales
Cirujano de Vuelo de la Marina del Año en 1986, Medalla al Mérito del Servicio, y la Medalla al Logro de la Marina. 

## Experiencia

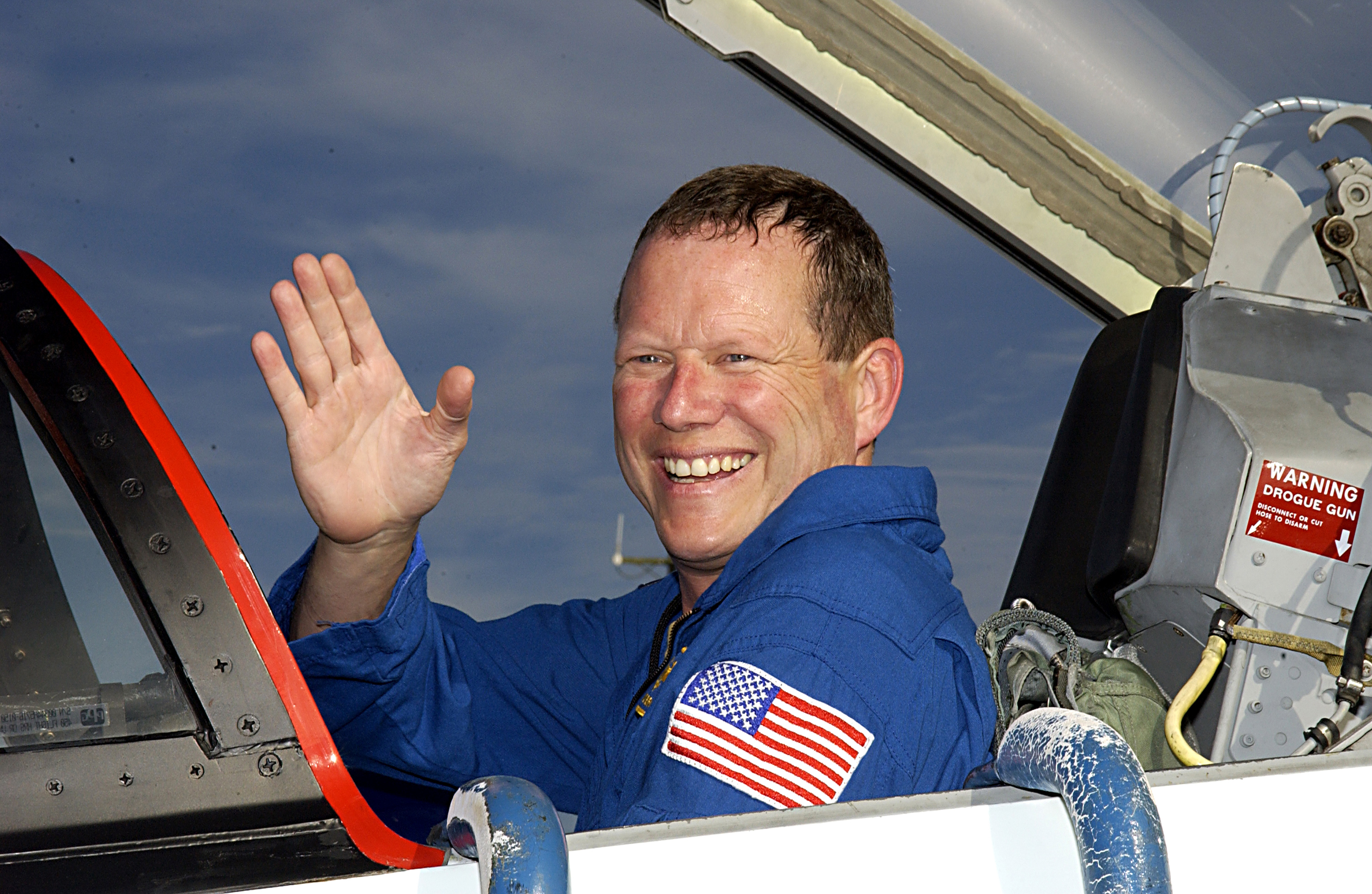
Brown entrenando para la NASA.

Brown se alistó a la Marina después de su pasantía en la Universidad Médica de la Universidad del Sur de California. Después de terminar su entrenamiento de cirujano de vuelo en 1984, se anotó en el Hospital de la Marina en Adak, Alaska como Director de Servicios Médicos. En 1988, era el único cirujano de vuelo en un período de 10 años en ser elegido para el entrenamiento de piloto. Fue finalmente designado como aviador naval en 1990 en Beeville, Texas, logrando ser el número uno de su clase. Brown fue entonces enviado al entrenamiento en A-6E Intruder. En 1991, se presentó al Centro de Guerra Naval en Fallon, Nevada, donde sirvió como Instructor Líder de Entrenamiento de Ataque y como Oficial de Planeamiento para Contingencias
Brown además calificó en el McDonnell Douglas F/A-18 Hornet y se desempeñó en Japón a bordo del USS Independence volando el A-6E con VA-115. En 1995, se presentó a la Escuela de Pilotos de Prueba Naval como su cirujano de vuelo donde también voló el Northrop T-38 Talon.
Brown ha registrado más de 2.700 horas de vuelo con 1700 en vuelos militares de alto desempeño. También calificó como primer piloto de T-38 para la NASA.

## Experiencia en la NASA

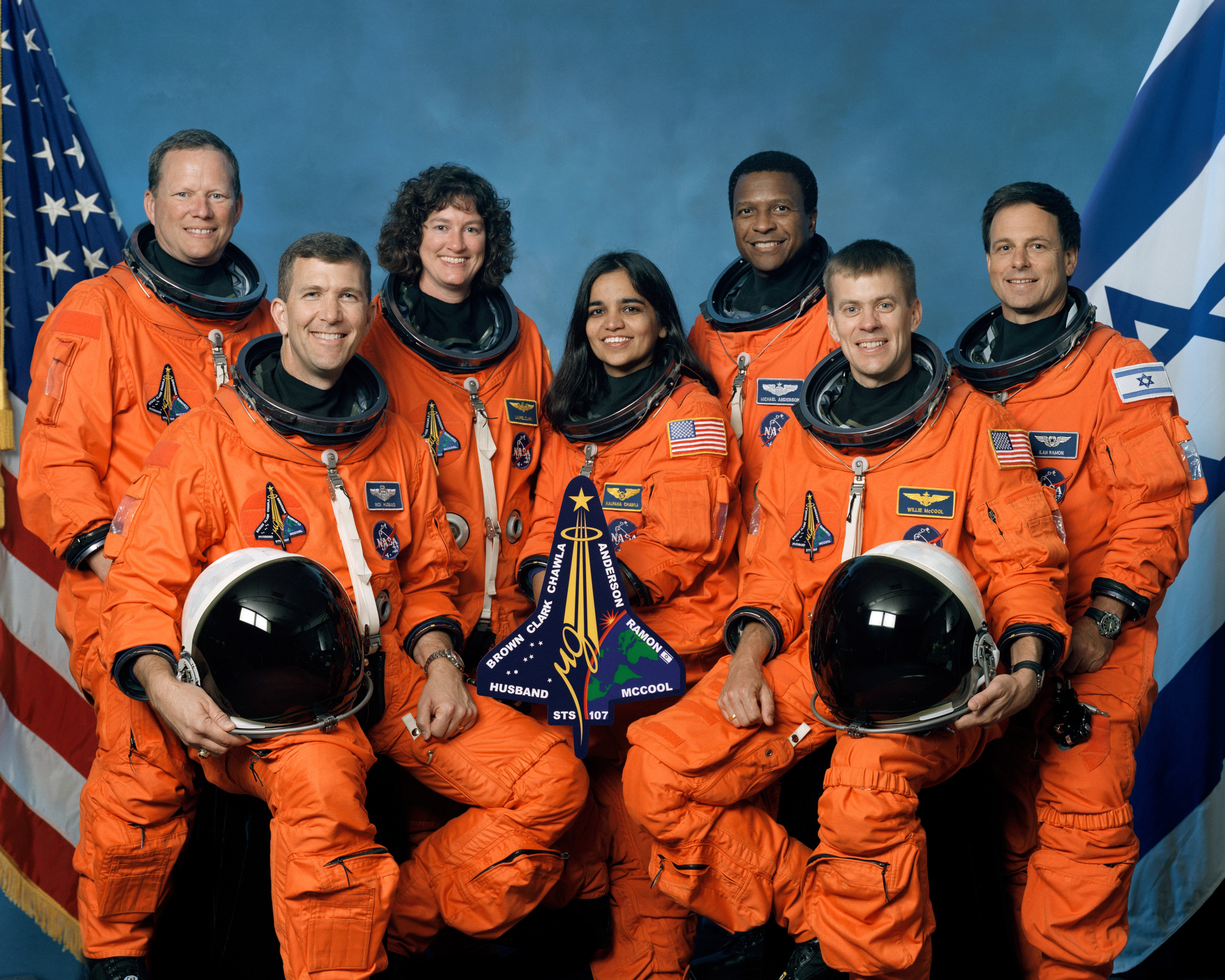
Retrato oficial de la NASA de la tripulación de la misión STS-107 del Transbordador Espacial Columbia.

Brown fue seleccionado por la NASA en abril de 1996, Brown se unió al Centro Espacial Johnson en agosto de 1996. al haber completado dos años de entrenamiento y evaluación, ya estaba calificado para la asignación de vuelo como especialista de misión. Inicialmente fue asignado para colaborar en el desarrollo de la Estación Espacial Internacional, seguido por el equipo de apoyo de astronautas responsables de la preparación de la cabina del orbitador, posicionamiento de la tripulación, y recuperación de aterrizaje.
Su primer y único viaje al espacio fue en la misión STS-107 Columbia (16 de enero – 1 de febrero de 2003). Esta misión de 16 días de duración estuvo dedicada a la investigación científica a la cual se le destinó las 24 horas del día en dos turnos alternantes. La tripulación llevó a cabo y de manera exitosa cerca de 80 experimentos. La misión terminó en tragedia cuando el Transbordador Espacial Columbia se desintegró durante la reentrada sobre el cielo del suroeste de los Estados Unidos cuando sólo faltaban 16 minutos para el aterrizaje. La causa de esta tragedia tuvo origen el día del lanzamiento cuando un trozo de espuma aislante del Tanque Externo se desprendió y dañó la parte inferior del ala izquierda del Orbitador arrancando algunas losetas de protección térmica. En el día de la reentrada la ausencia de estas losetas ocasionaron el recalentamiento de la estructura interna provocando la desestabilización y consecuentemente desintegración de la nave matando a sus 7 tripulantes. Brown registró unos 15 días, 22 horas y 20 minutos en el espacio.